# Burton Albion Football Club 2018-2019
Questa pagina raccoglie i dati riguardanti il Burton Albion Football Club nelle competizioni ufficiali della stagione 2018-2019.

## Rosa
| N. |                        | Ruolo | Calciatore       |
| -- | ---------------------- | ----- | ---------------- |
| 1  | Inghilterra (bandiera) | P     | Stephen Bywater  |
| 20 | Inghilterra (bandiera) | P     | Harry Campbell   |
| 40 | Inghilterra (bandiera) | P     | Bradley Collins  |
| 13 | Inghilterra (bandiera) | P     | Callum Hawkins   |
| 30 | Scozia (bandiera)      | P     | Jack Livesey     |
| 2  | Inghilterra (bandiera) | D     | John Brayford    |
| 3  | Inghilterra (bandiera) | D     | Jake Buxton      |
| 19 | Inghilterra (bandiera) | D     | Reece Hutchinson |
| 14 | Irlanda (bandiera)     | D     | Damien McCrory   |
| 5  | Inghilterra (bandiera) | D     | Kyle McFadzean   |
| 4  | Inghilterra (bandiera) | C     | Jamie Allen      |

| N. |                             | Ruolo | Calciatore      |
| -- | --------------------------- | ----- | --------------- |
| 26 | Inghilterra (bandiera)      | C     | Colin Daniel    |
| 12 | Inghilterra (bandiera)      | C     | Ben Fox         |
| 7  | Scozia (bandiera)           | C     | Scott Fraser    |
| 16 | Inghilterra (bandiera)      | C     | Marcus Harness  |
| 23 | Irlanda (bandiera)          | C     | Stephen Quinn   |
| 11 | Scozia (bandiera)           | C     | David Templeton |
| 22 | Inghilterra (bandiera)      | C     | Kieran Wallace  |
| 10 | Inghilterra (bandiera)      | A     | Lucas Akins     |
| 24 | Inghilterra (bandiera)      | A     | Chris Beardsley |
| 27 | Irlanda del Nord (bandiera) | A     | Liam Boyce      |
| 18 | Inghilterra (bandiera)      | A     | William Miller  |

## Organigramma societario
Area tecnica
- Allenatore: Nigel Clough
- Allenatore in seconda: Gary Crosby, Andy Garner
- Preparatore dei portieri: Martin Taylor
- Preparatori atletici:

## Risultati

### League One

#### Girone di andata
| Arbitro: | Drysdale |

|           |           |                |
| Boyce 71’ | Marcatori | 10’, 22’ Inman |

| Arbitro: | Probert |

|                            |           |           |
| Eaves 35’, 77’ O'Neill 51’ | Marcatori | 26’ Boyce |

| Arbitro: | Bankes |

|           |           |  |
| Boyce 47’ | Marcatori |  |

| Arbitro: | Sarginson |

|           |           |  |
| Payne 32’ | Marcatori |  |

| Arbitro: | Kettle |

|                                   |           |             |
| Mousinho 18’ Henry 50’ Holmes 69’ | Marcatori | 39’ Sordell |

| Arbitro: | Backhouse |

|                                   |           |  |
| Quinn 34’ Templeton 54’ Boyce 60’ | Marcatori |  |

| Arbitro: | Boyeson |

|                |           |            |
| Kee 84’ (rig.) | Marcatori | 11’ Fraser |

| Arbitro: | Whitestone |

|                         |           |             |
| Allen 19’ McFadzean 36’ | Marcatori | 54’ Maguire |

| Burton upon Trent 29 settembre 2018, ore 15:00 WEST 10ª giornata | Burton Albion | 0 – 0 referto | Scunthorpe Utd | Pirelli Stadium (2 797 spett.)\| Arbitro: \| Wright \| |
| Arbitro:                                                         | Wright        |               |                |                                                        |

| Arbitro: | Stockbridge |

|           |           |                    |
| Boyce 21’ | Marcatori | 61’ Hopper 78’ Cox |

| Arbitro: | Breakspear |

|                                   |           |             |
| Jacobson 30’ (rig.) Akinfenwa 37’ | Marcatori | 47’ Sordell |

| Arbitro: | Coy |

|         |           |  |
| Fox 90’ | Marcatori |  |

| Arbitro: | Bramall |

|                |           |                              |
| Ladapo 9’, 35’ | Marcatori | 19’, 84’ McFadzean 39’ Akins |

| Arbitro: | Madley |

|                        |           |                      |
| Hawkins 36’ Clarke 57’ | Marcatori | 48’ Cole 52’ Hesketh |

| Arbitro: | Salisbury |

|           |           |                      |
| Allen 60’ | Marcatori | 29’ Ward 58’ Dembélé |

| Arbitro: | Johnson |

|          |           |                               |
| Cook 77’ | Marcatori | 13’ Allen 25’ Cole 47’ Fraser |

| Arbitro: | Donohue |

|                    |           |  |
| Bayliss 66’ (aut.) | Marcatori |  |

| Arbitro: | Bramall |

|                                        |           |  |
| Gnanduillet 46’ Thompson 49’ Dodoo 57’ | Marcatori |  |

| Arbitro: | Joyce |

|                  |           |                             |
| Akins 25’ (rig.) | Marcatori | 32’ (rig.) Grant 88’ Pearce |

| Arbitro: | Drysdale |

|                     |           |                 |
| Boyce 3’ Fraser 81’ | Marcatori | 90’ Okenabirhie |

| Arbitro: | Backhouse |

|                  |           |  |
| Evans 51’ (rig.) | Marcatori |  |

| Arbitro: | Hicks |

|                               |           |  |
| Stacey 17’ Collins 73’ (rig.) | Marcatori |  |

| Arbitro: | Salisbury |

|                              |           |                   |
| Akins 33’, 45’ Templeton 34’ | Marcatori | 27’ (aut.) Buxton |

#### Girone di ritorno
| Arbitro: | Ilderton |

|           |           |              |
| Miller 4’ | Marcatori | 52’ Lameiras |

| Bristol 1º gennaio 2019, ore 15:00 WET 26ª giornata | Bristol Rovers | 0 – 0 referto | Burton Albion | Memorial Stadium (9 060 spett.)\| Arbitro: \| Oldham \| |
| Arbitro:                                            | Oldham         |               |               |                                                         |

| Arbitro: | Duncan |

|  |           |                                 |
|  | Marcatori | 19’, 30’, 86’ Harness 78’ Boyce |

| Arbitro: | Wright |

|                 |           |                                     |
| Fraser 52’, 60’ | Marcatori | 24’ List 45’ (rig.) Reilly 90’ Rees |

| Arbitro: | Marsden |

|                |           |                  |
| Smith 53’, 75’ | Marcatori | 8’, 90’ Brayford |

| Arbitro: | Kettle |

|           |           |           |
| Akins 45’ | Marcatori | 68’ Akpan |

| Burton upon Trent 2 febbraio 2019, ore 15:00 WET 31ª giornata | Burton Albion | 0 – 0 referto | Oxford Utd | Pirelli Stadium (3 197 spett.)\| Arbitro: \| Huxtable \| |
| Arbitro:                                                      | Huxtable      |               |            |                                                          |

| Arbitro: | Haines |

|  |           |                         |
|  | Marcatori | 14’ Allen 57’ Templeton |

| Arbitro: | Stockbridge |

|             |           |               |
| Campbell 8’ | Marcatori | 11’ Templeton |

| Barnsley 19 febbraio 2019, ore 19:45 WET 9ª giornata | Barnsley | 0 – 0 referto | Burton Albion | Oakwell (11 778 spett.)\| Arbitro: \| Coy \| |
| Arbitro:                                             | Coy      |               |               |                                              |

| Arbitro: | Salisbury |

|  |           |             |
|  | Marcatori | 57’ Nadesan |

| Burton upon Trent 2 marzo 2019, ore 15:00 WET 35ª giornata | Burton Albion | 0 – 0 referto | Walsall | Pirelli Stadium (3 924 spett.)\| Arbitro: \| Marsden \| |
| Arbitro:                                                   | Marsden       |               |         |                                                         |

| Arbitro: | Hair |

|             |           |                     |
| Bayliss 51’ | Marcatori | 19’ Akins 60’ Allen |

| Arbitro: | Bramall |

|                             |           |                  |
| Taylor 6’ (rig.) Reeves 33’ | Marcatori | 19’ (rig.) Akins |

| Arbitro: | Backhouse |

|                              |           |  |
| Boyce 6’ Allen 34’ Akins 68’ | Marcatori |  |

| Arbitro: | Swabey |

|                                                                     |           |                               |
| Fraser 44’ McFadzean 68’ Akins 78’ (rig.), 90’ (rig.) Templeton 82’ | Marcatori | 37’ McConville 40’ (rig.) Kee |

| Arbitro: | Salisbury |

|                                |           |                    |
| Allen 5’ Boyce 81’ Harness 89’ | Marcatori | 85’ (rig.) Woodrow |

| Arbitro: | Oldham |

|             |           |                   |
| Baldwin 27’ | Marcatori | 19’ (aut.) Morgan |

| Arbitro: | Salisbury |

|  |           |                                 |
|  | Marcatori | 39’ Wallace 68’ Akins 74’ Boyce |

| Arbitro: | Hicks |

|           |           |                      |
| Boyce 47’ | Marcatori | 31’ Close 90’ Clarke |

| Arbitro: | Whitestone |

|                               |           |                          |
| Mantom 18’ Bunn 48’ Dieng 77’ | Marcatori | 60’ Brayford 86’ Harness |

| Arbitro: | Wright |

|                |           |             |
| Akins 62’, 73’ | Marcatori | 30’ Collins |

| Arbitro: | Oldham |

|                         |           |             |
| Ward 19’ Toney 35’, 88’ | Marcatori | 85’ Bradley |

### FA Cup
| Arbitro: | Haines |

|                     |           |           |
| Perch 16’ Novak 33’ | Marcatori | 79’ Boyce |

### Coppa di Lega
| Arbitro: | Salisbury |

|             |           |                                |
| Whalley 27’ | Marcatori | 45’ Templeton 64’ (rig.) Akins |

| Arbitro: | Bond |

|           |           |  |
| Boyce 52’ | Marcatori |  |

| Arbitro: | Jones |

|                     |           |          |
| Boyce 62’ Allen 83’ | Marcatori | 40’ Long |

| Arbitro: | Brooks |

|                                         |           |                        |
| Janko 52’ (aut.) Fraser 64’ Hesketh 82’ | Marcatori | 70’ Grabban 90’ Appiah |

| Arbitro: | Oliver |

|  |           |             |
|  | Marcatori | 48’ Hesketh |

| Arbitro: | Dean |

|                                                                                    |           |  |
| De Bruyne 5’ Jesus 30’, 34’, 57’, 65’ Zinčenko 37’ Foden 62’ Walker 70’ Mahrez 83’ | Marcatori |  |

| Arbitro: | Friend |

|  |           |            |
|  | Marcatori | 26’ Agüero |

## Statistiche

### Statistiche di squadra
| Competizione  | Punti | In casa | In casa | In casa | In casa | In casa | In casa | In trasferta | In trasferta | In trasferta | In trasferta | In trasferta | In trasferta | Totale | Totale | Totale | Totale | Totale | Totale | DR |
| Competizione  | Punti | G       | V       | N       | P       | Gf      | Gs      | G            | V            | N            | P            | Gf           | Gs           | G      | V      | N      | P      | Gf     | Gs     | DR |
| ------------- | ----- | ------- | ------- | ------- | ------- | ------- | ------- | ------------ | ------------ | ------------ | ------------ | ------------ | ------------ | ------ | ------ | ------ | ------ | ------ | ------ | -- |
| League One    | 63    | 23      | 11      | 5       | 7       | 35      | 23      | 23           | 6            | 7            | 10           | 31           | 34           | 46     | 17     | 12     | 17     | 66     | 57     | +9 |
| FA Cup        | -     | 0       | 0       | 0       | 0       | 0       | 0       | 1            | 0            | 0            | 1            | 1            | 2            | 1      | 0      | 0      | 1      | 1      | 2      | -1 |
| Coppa di Lega | -     | 4       | 3       | 0       | 1       | 6       | 4       | 3            | 2            | 0            | 1            | 3            | 10           | 7      | 5      | 0      | 2      | 9      | 14     | -5 |
| Totale        | -     | 27      | 14      | 5       | 8       | 41      | 27      | 27           | 8            | 7            | 12           | 35           | 46           | 54     | 22     | 12     | 20     | 76     | 73     | +3 |

### Andamento in campionato
| Giornata  | 1  | 2  | 3  | 4  | 5  | 6  | 7  | 8  | 9  | 10 | 11 | 12 | 13 | 14 | 15 | 16 | 17 | 18 | 19 | 20 | 21 | 22 | 23 | 24 | 25 | 26 | 27 | 28 | 29 | 30 | 31 | 32 | 33 | 34 | 35 | 36 | 37 | 38 | 39 | 40 | 41 | 42 | 43 | 44 | 45 | 46 |
| --------- | -- | -- | -- | -- | -- | -- | -- | -- | -- | -- | -- | -- | -- | -- | -- | -- | -- | -- | -- | -- | -- | -- | -- | -- | -- | -- | -- | -- | -- | -- | -- | -- | -- | -- | -- | -- | -- | -- | -- | -- | -- | -- | -- | -- | -- | -- |
| Luogo     | C  | T  | C  | T  | T  | C  | T  | C  | C  | C  | T  | C  | T  | T  | C  | T  | C  | T  | C  | C  | T  | T  | C  | C  | T  | T  | C  | T  | C  | C  | T  | T  | T  | C  | C  | T  | T  | C  | C  | C  | T  | T  | C  | T  | C  | T  |
| Risultato | P  | P  | V  | P  | P  | V  | N  | V  | N  | P  | P  | V  | V  | N  | P  | V  | V  | P  | P  | V  | P  | P  | V  | N  | N  | V  | P  | N  | N  | N  | V  | N  | N  | P  | N  | V  | P  | V  | V  | V  | N  | V  | P  | P  | V  | P  |
| Posizione | 15 | 23 | 17 | 20 | 21 | 15 | 17 | 14 | 13 | 14 | 14 | 17 | 15 | 14 | 14 | 14 | 14 | 12 | 13 | 15 | 12 | 14 | 16 | 14 | 14 | 13 | 11 | 11 | 13 | 13 | 12 | 12 | 11 | 11 | 11 | 11 | 11 | 11 | 11 | 11 | 11 | 9  | 9  | 10 | 9  | 9  |

Legenda:

Luogo: C = Casa; T = Trasferta. Risultato: V = Vittoria; N = Pareggio; P = Sconfitta.

### Statistiche dei giocatori
| Giocatore     | League One | League One | League One  | League One | FA Cup   | FA Cup | FA Cup      | FA Cup     | Coppa di Lega | Coppa di Lega | Coppa di Lega | Coppa di Lega | Totale   | Totale | Totale      | Totale     |
| Giocatore     | Presenze   | Reti       | Ammonizioni | Espulsioni | Presenze | Reti   | Ammonizioni | Espulsioni | Presenze      | Reti          | Ammonizioni   | Espulsioni    | Presenze | Reti   | Ammonizioni | Espulsioni |
| ------------- | ---------- | ---------- | ----------- | ---------- | -------- | ------ | ----------- | ---------- | ------------- | ------------- | ------------- | ------------- | -------- | ------ | ----------- | ---------- |
| S. Bywater    | 8          | 0          | 0           | 0          | -        | -      | -           | -          | 2             | 0             | 0             | 0             | 10       | 0      | 0           | 0          |
| H. Campbell   | 1          | 0          | 0           | 0          | -        | -      | -           | -          | 1             | 0             | 0             | 0             | 2        | 0      | 0           | 0          |
| B. Collins    | 31         | 0          | 2           | 0          | 1        | 0      | 0           | 0          | 3             | 0             | 1             | 0             | 35       | 0      | 3           | 0          |
| C. Hawkins    | -          | -          | -           | -          | -        | -      | -           | -          | -             | -             | -             | -             | -        | -      | -           | -          |
| J. Livesey    | -          | -          | -           | -          | -        | -      | -           | -          | -             | -             | -             | -             | -        | -      | -           | -          |
| J. Brayford   | 41         | 3          | 3           | 1          | 1        | 0      | 0           | 0          | 6             | 0             | 0             | 0             | 48       | 3      | 3           | 1          |
| J. Buxton     | 30         | 0          | 2           | 0          | -        | -      | -           | -          | 4             | 0             | 0             | 0             | 34       | 0      | 2           | 0          |
| R. Hutchinson | 25         | 0          | 3           | 0          | -        | -      | -           | -          | 5             | 0             | 0             | 0             | 30       | 0      | 3           | 0          |
| D. McCrory    | 15         | 0          | 2           | 0          | 1        | 0      | 0           | 0          | 2             | 0             | 0             | 0             | 18       | 0      | 2           | 0          |
| K. McFadzean  | 35         | 4          | 6           | 0          | 1        | 0      | 1           | 0          | 4             | 0             | 1             | 1             | 40       | 4      | 8           | 1          |
| J. Allen      | 42         | 7          | 0           | 1          | 1        | 0      | 0           | 0          | 4             | 1             | 0             | 0             | 47       | 8      | 0           | 1          |
| C. Daniel     | 17         | 0          | 1           | 0          | -        | -      | -           | -          | 1             | 0             | 0             | 0             | 18       | 0      | 1           | 0          |
| B. Fox        | 27         | 1          | 3           | 0          | -        | -      | -           | -          | 7             | 0             | 0             | 0             | 34       | 1      | 3           | 0          |
| S. Fraser     | 42         | 6          | 6           | 0          | 1        | 0      | 0           | 0          | 6             | 1             | 1             | 0             | 49       | 7      | 7           | 0          |
| M. Harness    | 32         | 5          | 4           | 0          | -        | -      | -           | -          | 4             | 0             | 0             | 0             | 36       | 5      | 4           | 0          |
| S. Quinn      | 42         | 1          | 10          | 0          | 1        | 0      | 1           | 0          | 5             | 0             | 1             | 0             | 48       | 1      | 12          | 0          |
| D. Templeton  | 28         | 5          | 3           | 0          | 1        | 0      | 0           | 0          | 6             | 1             | 0             | 0             | 35       | 6      | 3           | 0          |
| K. Wallace    | 22         | 1          | 1           | 0          | -        | -      | -           | -          | 2             | 0             | 0             | 0             | 24       | 1      | 1           | 0          |
| L. Akins      | 46         | 13         | 1           | 0          | 1        | 0      | 0           | 0          | 7             | 1             | 0             | 0             | 54       | 14     | 1           | 0          |
| C. Beardsley  | 1          | 0          | 0           | 0          | -        | -      | -           | -          | -             | -             | -             | -             | 1        | 0      | 0           | 0          |
| L. Boyce      | 37         | 11         | 4           | 0          | 1        | 1      | 1           | 0          | 6             | 2             | 0             | 0             | 44       | 14     | 5           | 0          |
| W. Miller     | 22         | 1          | 0           | 0          | 1        | 0      | 0           | 0          | 1             | 0             | 0             | 0             | 24       | 1      | 0           | 0          |
| A. Bradley    | 7          | 1          | 0           | 0          | -        | -      | -           | -          | -             | -             | -             | -             | 7        | 1      | 0           | 0          |
| J. Clarke     | 6          | 0          | 0           | 0          | -        | -      | -           | -          | -             | -             | -             | -             | 6        | 0      | 0           | 0          |
| D. Cole       | 13         | 2          | 0           | 0          | 1        | 0      | 0           | 0          | -             | -             | -             | -             | 14       | 2      | 0           | 0          |
| D. Evtimov    | 7          | 0          | 0           | 0          | -        | -      | -           | -          | 2             | 0             | 0             | 0             | 9        | 0      | 0           | 0          |
| J. Hesketh    | 16         | 1          | 1           | 0          | 1        | 0      | 0           | 0          | 3             | 2             | 1             | 0             | 20       | 3      | 2           | 0          |
| E. Hodge      | 2          | 0          | 0           | 0          | -        | -      | -           | -          | 1             | 0             | 0             | 0             | 3        | 0      | 0           | 0          |
| J. Sbarra     | 9          | 0          | 1           | 0          | -        | -      | -           | -          | 4             | 0             | 1             | 0             | 13       | 0      | 2           | 0          |
| M. Sordell    | 12         | 2          | 0           | 0          | 1        | 0      | 0           | 0          | 4             | 0             | 0             | 0             | 17       | 2      | 0           | 0          |
| B. Turner     | 19         | 0          | 2           | 0          | -        | -      | -           | -          | 6             | 0             | 0             | 0             | 25       | 0      | 2           | 0          |